# Henrik Ipsen (fodboldspiller)
 Der er flere personer med dette navn, se Henrik Ipsen.
 Ikke at forveksle med Henrik Ibsen.
Henrik Ipsen (født 30. juni 1973) er en dansk tidligere professionel målmand og senere målmandstræner, der er målmandstræner i kinesiske Henan Jianye F.C.. 
Han spillede i sin aktive for Silkeborg IF, hvor han spillede fra 1996 til 2005 med 163 kampe til følge, SønderjyskE samt Vejle BK

## Karriere
Ipsen var i en lang årrække tilknyttet Silkeborg IF, hvor han størstedelen af tiden stod i skyggen af Peter Kjær.
I 2005 skiftede han til SønderjyskE, hvor han i en periode var 1. målmand, indtil han mistede pladsen til David Ousted.
Fra sommeren 2010 var Henrik Ipsen målmandstræner i Vejle Boldklub. Han var samtidig back up for klubbens 1. målmand Kristian Fæste. Han fik dog ikke forlænget sin kontrakt i sommeren 2011.
Han skrev i oktober 2011 under på kontrakt med FC Midtjylland, hvor han blev tilknyttet som målmandstræner fra 1. januar 2012.
I juni 2016 blev han tilknyttet FC Nordsjælland som målmandstræner. Denne post bestred han frem til december samme år. Han drog i stedet til Kina, hvor han blev målmandstræner i Henan Jianye F.C..